# Duarte Monteverde Abecasis
Duarte Monteverde Abecasis GOC • OSE • GOIH (Lisboa, 11 de Novembro de 1892 - 8 de Abril de 1966) foi um engenheiro civil português.

## Biografia
Licenciou-se em Engenharia civil pelo Instituto Superior Técnico da Universidade Técnica de Lisboa, em 1915.
Foi director das Obras dos Portos de Lagos, Vila Real de Santo António, Faro, Olhão e Barra de Aveiro, director-geral do Serviço Hidráulico e Eléctrico, secretário-geral do Ministério das Obras Públicas, presidente do Conselho das Obras Públicas. 
Foi Procurador à Câmara Corporativa de Portugal na IV Legislatura.
Casou em Lisboa, em 1916, com Maria Amélia Krus, filha de Carlos Krus, director da Companhia Carris de Ferro, e de sua mulher Josefa Paula Perez y Mendes, nascida em Madrid. Foi pai de Nuno Krus Abecasis.
Em 1932 foi feito Oficial da Ordem Militar de Sant'Iago da Espada, Grande-Oficial da Ordem Militar de Cristo em 1947 e Grande-Oficial da Ordem do Infante D. Henrique em 1963.